# Трећа лига Црне Горе у фудбалу 2022/23 — Југ
Трећа лига Црне Горе у фудбалу 2022/23 — Југ било је седамнаесто такмичење у оквиру Треће лиге организовано од стране фудбалског савеза Црне Горе од оснивања 2006. и четврто такмичење организовано након реорганизације Јужне регије у Удружење клубова Југ. То је једна од три регије трећег степена такмичења у Црној Гори у сезони 2022/23. поред регија Сјевер и Центар.
Првак регије Југ за сезону 2021/22. — Отрант Олимпик, као другопласирани у баражу против побједника регије Сјевер — Ибра и побједника регије Центар — ОФК Никшића, пласирао се у Другу лигу Црне Горе за сезону 2022/23. док је из Друге лиге у трећу лигу Југ испало Цетиње.
У лиги је учествовало осам клубова, играло се трокружним бод системом, свако са сваким кући и на страни по једном, док су се домаћини за трећи круг одређивали на основу позиција на табели. Првак регије, на крају сезоне је играо у баражу са првацима друге двије регије, гдје је свако са сваким играо по једну утакмицу, домаћини су одлучени жријебом, а двије најбоље екипе обезбиједиле су пласман у Другу лигу.
Титулу је освојио Ловћен, са 19 побједа и два ремија, 16 бодова испред Будве, након чега је у баражу за пласман у Другу лигу завршио на првом мјесту, са обје побједе и пласирао се у Другу лигу.

## Клубови у сезони 2022/23.
| Клуб            | Мјесто      | Стадион                | Капацитет | Позиција у сезони 2021/22. |
| --------------- | ----------- | ---------------------- | --------- | -------------------------- |
| Академија       | Улцињ       | Стадион Академија      | 500       |                            |
| Будва           | Будва       | Стадион Лугови         | 4.000     | 2                          |
| Ловћен          | Цетиње      | Стадион Обилића Пољана | 5.192     | 4                          |
| Орјен           | Херцег Нови | Стадион Опачица        | 600       | 6                          |
| Партизан        | Бар         | Стадион СРЦ Тополица   | 2.000     | 5                          |
| Слога Радовићи  | Тиват       | Стадион Кртоли         | 500       | 7                          |
| Слога Стари Бар | Бар         | Стадион СРЦ Тополица   | 2.000     | 8                          |
| Цетиње          | Цетиње      | Стадион Обилића Пољана | 5.192     | 10 у Другој лиги           |

## Резултати

### Први и други круг
Домаћини су наведени у лијевој колони
|    | Екипа           | 1     | 2     | 3     | 4     | 5     | 6      | 7      | 8     |
| -- | --------------- | ----- | ----- | ----- | ----- | ----- | ------ | ------ | ----- |
| 1. | Академија       | XXX   | 3 : 0 | 0 : 2 | 5 : 1 | 3 : 1 | 3 : 0  | 3 : 1  | 3 : 0 |
| 2. | Будва           | 2 : 1 | XXX   | 0 : 0 | 6 : 1 | 1 : 0 | 5 : 0  | 10 : 0 | 8 : 0 |
| 3. | Ловћен          | 3 : 0 | 2 : 0 | XXX   | 6 : 0 | 3 : 0 | 11 : 0 | 8 : 0  | 9 : 1 |
| 4. | Орјен           | 3 : 0 | 0 : 2 | 1 : 9 | XXX   | 4 : 6 | 3 : 1  | 0 : 3  | 3 : 0 |
| 5. | Партизан        | 2 : 1 | 1 : 2 | 0 : 3 | 0 : 2 | XXX   | 3 : 0  | 4 : 2  | 5 : 0 |
| 6. | Слога Радовићи  | 0 : 2 | 1 : 4 | 0 : 5 | 2 : 2 | 1 : 3 | XXX    | 0 : 1  | 0 : 3 |
| 7. | Слога Стари Бар | 1 : 1 | 2 : 5 | 2 : 8 | 0 : 1 | 0 : 5 | 3 : 2  | XXX    | 4 : 0 |
| 8. | Цетиње          | 0 : 5 | 0 : 3 | 0 : 5 | 1 : 4 | 1 : 4 | 0 : 5  | 2 : 6  | XXX   |

### Трећи круг
Домаћини су наведени у лијевој колони.
|    | Екипа           | 1     | 2     | 3     | 4     | 5     | 6     | 7      | 8      |
| -- | --------------- | ----- | ----- | ----- | ----- | ----- | ----- | ------ | ------ |
| 1. | Академија       | XXX   |       | 0 : 1 |       | 0 : 1 |       | 4 : 3  | 3 : 0  |
| 2. | Будва           | 1 : 3 | XXX   |       | 3 : 1 |       | 0 : 3 |        | 3 : 0  |
| 3. | Ловћен          |       | 1 : 1 | XXX   |       | 6 : 1 |       | 4 : 0  | 9 : 0  |
| 4. | Орјен           | 0 : 2 |       | 0 : 3 | XXX   |       |       | 3 : 0  |        |
| 5. | Партизан        |       | 0 : 1 |       | 1 : 1 | XXX   | 5 : 0 |        | 10 : 1 |
| 6. | Слога Радовићи  | 1 : 3 |       | 0 : 6 | 3 : 0 |       | XXX   |        |        |
| 7. | Слога Стари Бар |       | 4 : 2 |       |       | 2 : 5 | 8 : 1 | XXX    |        |
| 8. | Цетиње          |       |       |       | 0 : 2 |       | 0 : 4 | 0 : 10 | XXX    |

## Резултати по колима
| 1. коло, 25. 9. 2022.       |        |
| Ловћен - Слога Радовићи     | 11 : 0 |
| Партизан — Будва            | 1 : 2  |
| Академија - Слога Стари Бар | 3 : 1  |
| Орјен - Цетиње              | 3 : 0  |

| 2. коло, 1—3. 10. 2022. |       |
| Слога Радовићи - Цетиње | 0 : 3 |
| Слога Стари Бар - Орјен | 0 : 1 |
| Ловћен - Партизан       | 3 : 0 |
| Будва - Академија       | 2 : 1 |

| 3. коло, 9—10. 10. 2022.  |       |
| Партизан - Слога Радовићи | 3 : 0 |
| Академија - Ловћен        | 0 : 2 |
| Цетиње - Слога Стари Бар  | 2 : 6 |
| Орјен - Будва             | 0 : 2 |

| 4. коло, 15—16. 10. 2022.        |       |
| Партизан - Академија             | 2 : 1 |
| Ловћен - Орјен                   | 6 : 0 |
| Будва - Цетиње                   | 8 : 0 |
| Слога Радовићи - Слога Стари Бар | 0 : 1 |

| 5. коло, 21—26. 10. 2022.  |       |
| Цетиње - Ловћен            | 0 : 5 |
| Слога Стари Бар - Будва    | 2 : 5 |
| Орјен - Партизан           | 4 : 6 |
| Академија - Слога Радовићи | 3 : 0 |

| 6. коло, 29—30. 10. 2022. |       |
| Академија - Орјен         | 5 : 1 |
| Партизан - Цетиње         | 5 : 0 |
| Слога Радовићи - Будва    | 1 : 4 |
| Ловћен - Слога Стари Бар  | 8 : 0 |

| 7. коло, 5—6. 11. 2022.    |       |
| Цетиње - Академија         | 0 : 5 |
| Слога Стари Бар - Партизан | 0 : 5 |
| Будва - Ловћен             | 0 : 0 |
| Орјен - Слога Радовићи     | 3 : 1 |

| 8. коло, 12—15. 11. 2022.   |       |
| Цетиње - Орјен              | 1 : 4 |
| Будва - Партизан            | 1 : 0 |
| Слога Стари Бар - Академија | 1 : 1 |
| Слога Радовићи - Ловћен     | 0 : 5 |

| 9. коло, 19—25. 11. 2022. |       |
| Академија - Будва         | 3 : 0 |
| Цетиње - Слога Радовићи   | 0 : 5 |
| Партизан - Ловћен         | 0 : 3 |
| Орјен - Слога Стари Бар   | 0 : 3 |

| 10. коло, 27—28. 11. 2022. |       |
| Слога Стари Бар - Цетиње   | 4 : 0 |
| Ловћен - Академија         | 3 : 0 |
| Слога Радовићи - Партизан  | 1 : 3 |
| Будва - Орјен              | 6 : 1 |

| 11. коло, 3—4. 12. 2022.         |       |
| Цетиње - Будва                   | 0 : 3 |
| Академија - Партизан             | 3 : 1 |
| Слога Стари Бар - Слога Радовићи | 3 : 2 |
| Орјен - Ловћен                   | 1 : 9 |

| 12. коло, 12. 3. 2023.     |        |
| Будва - Слога Стари Бар    | 10 : 0 |
| Ловћен - Цетиње            | 9 : 1  |
| Партизан - Орјен           | 0 : 2  |
| Слога Радовићи - Академија | 0 : 2  |

| 13. коло, 18—20. 3. 2023. |       |
| Слога Стари Бар - Ловћен  | 2 : 8 |
| Цетиње - Партизан         | 1 : 4 |
| Орјен - Академија         | 3 : 0 |
| Будва - Слога Радовићи    | 5 : 0 |

| 14. коло, 26—30. 3. 2023.  |       |
| Слога Радовићи - Орјен     | 2 : 2 |
| Ловћен - Будва             | 2 : 0 |
| Партизан - Слога Стари Бар | 4 : 2 |
| Академија - Цетиње         | 3 : 0 |

| 15. коло, 1—6. 4. 2023. |        |
| Слога Стари Бар - Будва | 4 : 2  |
| Орјен - Академија       | 0 : 2  |
| Партизан - Цетиње       | 10 : 1 |
| Слога Радовићи - Ловћен | 0 : 6  |

| 16. коло, 9. 4. 2023.    |       |
| Ловћен - Слога Стари Бар | 4 : 0 |
| Академија - Партизан     | 0 : 1 |
| Будва - Орјен            | 3 : 1 |
| Цетиње - Слога Радовићи  | 0 : 4 |

| 17. коло, 15—17. 4. 2023.        |       |
| Орјен - Ловћен                   | 0 : 3 |
| Академија - Цетиње               | 3 : 0 |
| Слога Стари Бар - Слога Радовићи | 8 : 1 |
| Партизан - Будва                 | 0 : 1 |

| 18. коло, 23—27. 4. 2023. |        |
| Цетиње - Слога Стари Бар  | 0 : 10 |
| Будва - Академија         | 1 : 3  |
| Ловћен - Партизан         | 6 : 1  |
| Слога Радовићи - Орјен    | 3 : 0  |

| 19. коло, 29. 4. — 2. 5. 2023. |       |
| Будва - Цетиње                 | 3 : 0 |
| Академија - Ловћен             | 0 : 1 |
| Орјен - Слога Стари Бар        | 3 : 0 |
| Партизан - Слога Радовићи      | 5 : 0 |

| 20. коло, 7—11. 5. 2023.   |       |
| Слога Стари Бар - Партизан | 2 : 5 |
| Цетиње - Орјен             | 0 : 2 |
| Ловћен - Будва             | 1 : 1 |
| Слога Радовићи - Академија | 1 : 3 |

| 21. коло, 13—14. 5. 2023.   |       |
| Будва - Слога Радовићи      | 0 : 3 |
| Академија - Слога Стари Бар | 4 : 3 |
| Партизан - Орјен            | 1 : 1 |
| Ловћен - Цетиње             | 9 : 0 |

Легенда:
 Дерби мечеви
- - Службени резултат.

## Детаљни извјештај

### 1. коло
| Ловћен | 11 : 0 | Слога Радовићи |
| --- | ------ | -------------- |
| Владан Калуђеровић 8’ · Владан Калуђеровић 14’ · Милош Пејаковић 19’ · Вук Милачић 36’ · Никола Драганић 38’ · Вук Милачић 40’ · Филип Вујовић 55’ · Владан Калуђеровић 63’ · Стеван Вујовић 74’ · Милош Банићевић 78’ · Мирко Марковић 85’ |        |                |

| Партизан              | 1 : 2 | Будва                               |
| --------------------- | ----- | ----------------------------------- |
| Богдан Богдановић 13’ |       | Марко Ћосић 85’ · Марко Ћосић 90+5’ |

| Академија                                                        | 3 : 1 | Слога Стари Бар         |
| ---------------------------------------------------------------- | ----- | ----------------------- |
| Мехид Куртовић 9’ · Габријел Рудовић 24’ · Андин Хоџа 41’ (пен.) |       | Иван Луколић 53’ (пен.) |

| Орјен | 3 : 0 | Цетиње |
| ----- | ----- | ------ |
|       |       |        |

### 2. коло
| Слога Радовићи | 0 : 3 | Цетиње |
| -------------- | ----- | ------ |
|                |       |        |

| Слога Стари Бар | 0 : 1 | Орјен                |
| --------------- | ----- | -------------------- |
|                 |       | Стефан Кулиновић 90’ |

| Ловћен                                                 | 3 : 0 | Партизан |
| ------------------------------------------------------ | ----- | -------- |
| Вук Милачић 28’ · Иван Пејаковић 68’ · Вук Милачић 72’ |       |          |

| Будва                                  | 2 : 1 | Академија          |
| -------------------------------------- | ----- | ------------------ |
| Ристо Вујовић 47’ · Марко Адамовић 87’ |       | Мехид Куртовић 13’ |

### 3. коло
| Партизан | 3 : 0 | Слога Радовићи |
| -------- | ----- | -------------- |
|          |       |                |

| Академија | 0 : 2 | Ловћен                                   |
| --------- | ----- | ---------------------------------------- |
|           |       | Владан Калуђеровић 19’ · Вук Милачић 27’ |

| Цетиње                                            | 2 : 6 | Слога Стари Бар |
| ------------------------------------------------- | ----- | --- |
| Стефан Божовић 74’ · Кристијан Лаловић 89’ (пен.) |       | Сенад Каплановић 9’ · Сенад Каплановић 17’ · Аднан Ивачковић 37’ · Мило Новаковић 45’ (пен.) · Адмир Демировић 66’ · Адмир Демировић 83’ |

| Орјен | 0 : 2 | Будва                                  |
| ----- | ----- | -------------------------------------- |
|       |       | Стефан Морачанин 76’ · Марко Ћосић 89’ |

### 4. коло
| Партизан                              | 2 : 1 | Академија          |
| ------------------------------------- | ----- | ------------------ |
| Малић Муцевић 8’ · Борис Мердовић 88’ |       | Мехид Куртовић 32’ |

| Ловћен | 6 : 0 | Орјен |
| --- | ----- | ----- |
| Владан Калуђеровић 23’ · Вук Милачић 46’ · Никола Драганић 49’ · Милош Пејаковић 50’ · Никола Драганић 68’ · Никола Мудреша 78’ |       |       |

| Будва | 8 : 0 | Цетиње |
| --- | ----- | ------ |
| Стефан Морачанин 4’ · Ристо Вујовић 7’ · Мило Ћетковић 11’ · Ристо Вујовић 27’ · Мило Ћетковић 40’ · Ристо Вујовић 50’ · Матија Шћепановић 65’ · Андреј Бубања 70’ |       |        |

| Слога Радовићи | 0 : 1 | Слога Стари Бар     |
| -------------- | ----- | ------------------- |
|                |       | Аднан Ивачковић 10’ |

### 5. коло
| Цетиње | 0 : 5 | Ловћен                                                                                           |
| ------ | ----- | ------------------------------------------------------------------------------------------------ |
|        |       | Вук Милачић 13’ · Марко Марковић 25’ · Милош Пејаковић 33’ · Вук Милачић 62’ · Петар Перовић 65’ |

| Слога Стари Бар                           | 2 : 5 | Будва                                                                                                  |
| ----------------------------------------- | ----- | --- |
| Адмир Демировић 68’ · Филип Давидовић 88’ |       | Стефан Морачанин 11’ · Мило Ћетковић 13’ · Стефан Морачанин 28’ · Богдан Клаћ 38’ · Вукас Драговић 78’ |

| Орјен                                                                                     | 4 : 6 | Партизан |
| ----------------------------------------------------------------------------------------- | ----- | --- |
| Ненад Вуксановић 3’ · Стефан Перовић 48’ · Милош Горановић 57’ (пен.) · Рајко Ђиловић 64’ |       | Борис Мердовић 20’ · Чедомир Вујачић 35’ · Богдан Богдановић 50’ · Војислав Јовановић 65’ · Богдан Богдановић 68’ · Нино Вукмарковић 88’ |

| Академија | 3 : 0 | Слога Радовићи |
| --------- | ----- | -------------- |
|           |       |                |

### 6. коло
| Академија                                                                                                | 5 : 1 | Орјен                |
| --- | ----- | -------------------- |
| Мехид Куртовић 9’ · Габријел Рудовић 25’ · Мехид Куртовић 33’ · Габријел Рудовић 63’ · Алмир Беганај 88’ |       | Драган Ковачевић 84’ |

| Партизан | 5 : 0 | Цетиње |
| -------- | ----- | ------ |
|          |       |        |

| Слога Радовићи    | 1 : 4 | Будва                                                                                     |
| ----------------- | ----- | ----------------------------------------------------------------------------------------- |
| Милош Лабовић 56’ |       | Стефан Морачанин 16’ · Стефан Морачанин 21’ · Стефан Морачанин 35’ · Стефан Морачанин 38’ |

| Ловћен | 8 : 0 | Слога Стари Бар |
| --- | ----- | --------------- |
| Вук Милачић 22’ · Вук Милачић 26’ · Филип Вујовић 33’ · Вук Милачић 41’ · Вук Милачић 59’ · Никола Мудреша 72’ · Видо Петричевић 76’ · Никола Драганић 83’ |       |                 |

### 7. коло
| Цетиње | 0 : 5 | Академија |
| ------ | ----- | --- |
|        |       | Габријел Рудовић 24’ · Габријел Рудовић 27’ · Нермин Сумовик 52’ · Габријел Рудовић 57’ · Гентијан Дашарами 71’ |

| Слога Стари Бар | 0 : 5 | Партизан |
| --------------- | ----- | --- |
|                 |       | Богдан Богдановић 27’ · Нино Вукмарковић 32’ · Богдан Богдановић 65’ · Малић Муцевић 76’ · Ервин Абдијевић 80’ |

| Будва | 0 : 0 | Ловћен |
| ----- | ----- | ------ |
|       |       |        |

| Орјен                                                              | 3 : 1 | Слога Радовићи       |
| ------------------------------------------------------------------ | ----- | -------------------- |
| Драган Ковачевић 28’ · Василије Ђедовић 89’ · Драган Ковачевић 90’ |       | Јован Драгичевић 60’ |

### 8. коло
| Цетиње         | 1 : 4 | Орјен                                                                                     |
| -------------- | ----- | ----------------------------------------------------------------------------------------- |
| Суад Емини 75’ |       | Василије Ђедовић 37’ · Драган Ковачевић 40’ · Василије Ђедовић 55’ · Никола Горановић 61’ |

| Будва                 | 1 : 0 | Партизан |
| --------------------- | ----- | -------- |
| Данило Драгићевић 69’ |       |          |

| Слога Стари Бар      | 1 : 1 | Академија            |
| -------------------- | ----- | -------------------- |
| Сенад Каплановић 63’ |       | Габријел Рудовић 90’ |

| Слога Радовићи | 0 : 5 | Ловћен                                                                                                   |
| -------------- | ----- | --- |
|                |       | Никола Мудреша 1’ · Никола Мудреша 31’ · Филип Вујовић 40’ · Вук Милачић 43’ · Никола Мудреша 65’ (пен.) |

### 9. коло
| Академија | 3 : 0 | Будва |
| --------- | ----- | ----- |
|           |       |       |

| Цетиње | 0 : 5 | Слога Радовићи                                                                                          |
| ------ | ----- | --- |
|        |       | Крсто Мачић 12’ · Никола Ђапић 16’ (пен.) · Јован Драгичевић 71’ · Марко Зец 73’ · Јован Драгичевић 89’ |

| Партизан | 0 : 3 | Ловћен |
| -------- | ----- | ------ |
|          |       |        |

| Орјен | 0 : 3 | Слога Стари Бар |
| ----- | ----- | --------------- |
|       |       |                 |

### 10. коло
| Слога Стари Бар                                                                    | 4 : 0 | Цетиње |
| ---------------------------------------------------------------------------------- | ----- | ------ |
| Адмир Демировић 4’ · Сенад Каплановић 9’ · Мило Новаковић 12’ · Мило Новаковић 14’ |       |        |

| Ловћен                                                           | 3 : 0 | Академија |
| ---------------------------------------------------------------- | ----- | --------- |
| Вук Милачић 7’ · Владан Калуђеровић 58’ · Владан Калуђеровић 66’ |       |           |

| Слога Радовићи       | 1 : 3 | Партизан                                                   |
| -------------------- | ----- | ---------------------------------------------------------- |
| Јован Драгичевић 10’ |       | Дамјан Фуштић 47’ · Лука Ђукић 49’ (аг.) · Алмин Балић 90’ |

| Будва | 6 : 1 | Орјен                   |
| --- | ----- | ----------------------- |
| Вуко Вицковић 14’ · Вуко Вицковић 25’ (пен.) · Марко Ћосић 30’ · Марко Ћосић 45’ · Данило Драгићевић 65’ · Стефан Морачанин 67’ (пен.) |       | Никола Гугић 42’ (пен.) |

### 11. коло
| Цетиње | 0 : 3 | Будва |
| ------ | ----- | ----- |
|        |       |       |

| Академија                                                     | 3 : 1 | Партизан              |
| ------------------------------------------------------------- | ----- | --------------------- |
| Мехид Куртовић 2’ · Габријел Рудовић 55’ · Мехид Куртовић 61’ |       | Богдан Богдановић 84’ |

| Слога Стари Бар                                               | 3 : 2 | Слога Радовићи                              |
| ------------------------------------------------------------- | ----- | ------------------------------------------- |
| Адмир Демировић 39’ · Аднан Ивачковић 43’ · Ајдин Перазић 87’ |       | Јован Драгичевић 14’ · Јован Драгичевић 37’ |

| Орјен             | 1 : 9 | Ловћен |
| ----------------- | ----- | --- |
| Стефан Перовић 3’ |       | Вук Милачић 17’ · Марко Драганић 27’ · Милош Радуновић 48’ · Вук Милачић 49’ · Милош Радуновић 53’ · Видо Петричевић 66’ · Филип Вујовић 74’ · Марко Драганић 80’ · Никола Драганић 85’ |

### 12. коло
| Будва | 10 : 0 | Слога Стари Бар |
| --- | ------ | --------------- |
| Петар Прибиловић 12’ · Стефан Морачанин 16’ · Иван Васовић 36’ · Тацуто Сенсуи 43’ · Војин Драговић 45’ · Стефан Морачанин 70’ · Иван Васовић 76’ · Стефан Морачанин 77’ · Стефан Морачанин 79’ · Иван Васовић 82’ |        |                 |

| Ловћен | 9 : 1 | Цетиње                |
| --- | ----- | --------------------- |
| Вук Милачић 14’ · Вук Милачић 18’ · Вук Милачић 22’ · Вук Милачић 24’ · Филип Вујовић 48’ · Вук Милачић 52’ · Стефан Божовић 54’ · Стефан Божовић 62’ · Стефан Божовић 69’ |       | Кристијан Лаловић 64’ |

| Партизан | 0 : 2 | Орјен                                       |
| -------- | ----- | ------------------------------------------- |
|          |       | Ненад Вуксановић 24’ · Стефан Кулиновић 78’ |

| Слога Радовићи | 0 : 2 | Академија                                        |
| -------------- | ----- | ------------------------------------------------ |
|                |       | Ибрахим Воглић 65’ · Габријел Рудовић 73’ (пен.) |

### 13. коло
| Слога Стари Бар                         | 2 : 8 | Ловћен |
| --------------------------------------- | ----- | --- |
| Вахид Алибашић 13’ · Вахид Алибашић 28’ |       | Вук Милачић 20’ · Дени Пиранић 22’ · Вук Милачић 25’ · Владан Калуђеровић 35’ · Вук Милачић 50’ · Никола Драганић 55’ · Филип Вујовић 57’ · Никола Драганић 84’ |

| Цетиње                    | 1 : 4 | Партизан                                                                     |
| ------------------------- | ----- | ---------------------------------------------------------------------------- |
| Александар Гостимовић 75’ |       | Богдан Богдановић 5’ · Млађен Ђукић 14’ · Млађен Ђукић 22’ · Алмин Балић 82’ |

| Орјен                                                         | 3 : 0 | Академија |
| ------------------------------------------------------------- | ----- | --------- |
| Ненад Вуксановић 7’ · Стефан Кулиновић 46’ · Урош Вујичић 85’ |       |           |

| Будва                                                                                                  | 5 : 0 | Слога Радовићи |
| --- | ----- | -------------- |
| Вуко Вицковић 8’ · Стефан Морачанин 40’ · Вуко Вицковић 42’ · Тацуто Сенсуи 63’ · Стефан Морачанин 85’ |       |                |

### 14. коло
| Слога Радовићи                                     | 2 : 2 | Орјен                                       |
| -------------------------------------------------- | ----- | ------------------------------------------- |
| Јован Драгичевић 25’ (пен.) · Јован Драгичевић 51’ |       | Стефан Кулиновић 13’ · Ненад Вуксановић 21’ |

| Ловћен                                       | 2 : 0 | Будва |
| -------------------------------------------- | ----- | ----- |
| Никола Драганић 34’ · Владан Калуђеровић 73’ |       |       |

| Партизан                                                                             | 4 : 2 | Слога Стари Бар                                 |
| ------------------------------------------------------------------------------------ | ----- | ----------------------------------------------- |
| Ерхан Хамза 41’ · Чедомир Вујачић 43’ · Богдан Богдановић 83’ · Нино Вукмарковић 84’ |       | Војислав Јовановић 36’ · Војислав Јовановић 90’ |

| Академија | 3 : 0 | Цетиње |
| --------- | ----- | ------ |
|           |       |        |

### 15. коло
| Слога Стари Бар                                                                            | 4 : 2 | Будва                                                   |
| ------------------------------------------------------------------------------------------ | ----- | ------------------------------------------------------- |
| Војислав Јовановић 16’ · Вахид Алибашић 25’ · Зоран Ракић 29’ (пен.) · Аднан Ивачковић 67’ |       | Александар Богдановић 45’ · Стефан Морачанин 49’ (пен.) |

| Орјен | 0 : 2 | Академија                               |
| ----- | ----- | --------------------------------------- |
|       |       | Ибрахим Воглић 52’ · Ибрахим Воглић 79’ |

| Партизан | 10 : 1 | Цетиње                       |
| --- | ------ | ---------------------------- |
| Младен Ђукић 12’ · Алмин Балић 14’ · Богдан Богдановић 22’ · Богдан Богдановић 43’ · Ерхан Хамза 56’ · Белмин Меховић 63’ · Рајко Никезић 64’ · Богдан Богдановић 73’ · Белмин Меховић 77’ · Богдан Богдановић 84’ |        | Кристијан Лаловић 61’ (пен.) |

| Слога Радовићи | 0 : 6 | Ловћен |
| -------------- | ----- | --- |
|                |       | Марко Драганић 14’ · Никола Перовић 23’ · Ненад Вујовић 29’ · Никола Мудреша 47’ · Никола Перовић 77’ · Никола Мудреша 78’ |

### 16. коло
| Ловћен                                                                                | 4 : 0 | Слога Стари Бар |
| ------------------------------------------------------------------------------------- | ----- | --------------- |
| Филип Давидовић 3’ (аг.) · Дени Пиранић 23’ · Марко Драганић 47’ · Стефан Божовић 67’ |       |                 |

| Академија | 0 : 1 | Партизан         |
| --------- | ----- | ---------------- |
|           |       | Младен Ђукић 77’ |

| Будва                                                        | 3 : 1 | Орјен              |
| ------------------------------------------------------------ | ----- | ------------------ |
| Иван Рацковић 19’ · Стефан Морачанин 60’ · Иван Рацковић 86’ |       | Никола Поповић 63’ |

| Цетиње | 0 : 4 | Слога Радовићи                                                                            |
| ------ | ----- | ----------------------------------------------------------------------------------------- |
|        |       | Јован Драгичевић 17’ · Горан Ђапић 29’ · Богдан Жујовић 52’ (пен.) · Јован Драгичевић 77’ |

### 17. коло
| Орјен | 0 : 3 | Ловћен                                                                    |
| ----- | ----- | ------------------------------------------------------------------------- |
|       |       | Милош Радуновић 31’ (пен.) · Борко Томашевић 36’ · Владан Калуђеровић 42’ |

| Академија                                                     | 3 : 0 | Цетиње |
| ------------------------------------------------------------- | ----- | ------ |
| Габријел Рудовић 5’ · Мехид Куртовић 15’ · Ибрахим Воглић 33’ |       |        |

| Слога Стари Бар | 8 : 1 | Слога Радовићи       |
| --- | ----- | -------------------- |
| Иван Луколић 5’ · Војислав Јовановић 11’ · Војислав Јовановић 13’ · Вахид Алибашић 27’ · Војислав Јовановић 39’ · Дино Алибашић 53’ · Адмир Демировић 76’ · Вахид Алибашић 83’ |       | Јован Драгичевић 32’ |

| Партизан | 0 : 1 | Будва             |
| -------- | ----- | ----------------- |
|          |       | Иван Рацковић 76’ |

### 18. коло
| Цетиње | 0 : 10 | Слога Стари Бар |
| ------ | ------ | --- |
|        |        | Вахид Алибашић 17’ · Војислав Јовановић 30’ · Алдин Ивачковић 48’ · Вахид Алибашић 53’ · Иван Луколић 56’ · Војислав Јовановић 58’ · Вахид Алибашић 63’ · Војислав Јовановић 72’ · Аднан Ивачковић 74’ · Вахид Алибашић 81’ |

| Будва             | 1 : 3 | Академија                                                     |
| ----------------- | ----- | ------------------------------------------------------------- |
| Иван Рацковић 78’ |       | Ћамил Чаушић 24’ · Габријел Рудовић 80’ · Рифат Малокраја 90’ |

| Ловћен | 6 : 1 | Партизан        |
| --- | ----- | --------------- |
| Вук Милачић 16’ · Вук Милачић 22’ · Никола Перовић 25’ · Милош Пејаковић 28’ · Вук Милачић 60’ · Марко Драганић 86’ |       | Алмин Балић 33’ |

| Слога Радовићи                                                   | 3 : 0 | Орјен |
| ---------------------------------------------------------------- | ----- | ----- |
| Јован Драгичевић 8’ · Бајрам Краснићи 34’ · Јован Драгичевић 47’ |       |       |

### 19. коло
| Будва                                                                 | 3 : 0 | Цетиње |
| --------------------------------------------------------------------- | ----- | ------ |
| Стефан Морачанин 6’ · Стефан Морачанин 9’ · Александар Богдановић 10’ |       |        |

| Академија | 0 : 1 | Ловћен          |
| --------- | ----- | --------------- |
|           |       | Петар Зубер 72’ |

| Орјен | 3 : 0 | Слога Стари Бар |
| ----- | ----- | --------------- |
|       |       |                 |

| Партизан                                                                                        | 5 : 0 | Слога Радовићи |
| ----------------------------------------------------------------------------------------------- | ----- | -------------- |
| Младен Ђукић 6’ · Младен Ђукић 8’ · Алмин Балић 9’ · Богдан Богдановић 18’ · Борис Мердовић 20’ |       |                |

### 20. коло
| Слога Стари Бар                             | 2 : 5 | Партизан |
| ------------------------------------------- | ----- | --- |
| Вахид Алибашић 49’ · Војислав Јовановић 81’ |       | Малић Муцевић 17’ · Борис Мердовић 39’ · Борис Мердовић 56’ (пен.) · Богдан Богдановић 59’ · Нино Вукмарковић 63’ |

| Цетиње | 0 : 2 | Орјен                                     |
| ------ | ----- | ----------------------------------------- |
|        |       | Драган Ковачевић 60’ · Стефан Перовић 70’ |

| Ловћен           | 1 : 1 | Будва                    |
| ---------------- | ----- | ------------------------ |
| Дени Пиранић 28’ |       | Тацуто Сенсуи 60’ (пен.) |

| Слога Радовићи       | 1 : 3 | Академија                                                   |
| -------------------- | ----- | ----------------------------------------------------------- |
| Јован Драгичевић 32’ |       | Сеад Ђенчић 12’ · Ћамил Чаушић 90’ · Гентијан Рудовић 90+4’ |

### 21. коло
| Будва | 0 : 3 | Слога Радовићи |
| ----- | ----- | -------------- |
|       |       |                |

| Академија                                                                              | 4 : 3 | Слога Стари Бар                                                              |
| -------------------------------------------------------------------------------------- | ----- | ---------------------------------------------------------------------------- |
| Ибрахим Воглић 38’ · Ћамил Чаушић 59’ · Габријел Рудовић 63’ (пен.) · Ћамил Чаушић 71’ |       | Аднан Ивачковић 19’ · Војислав Јовановић 44’ · Војислав Јовановић 48’ (пен.) |

| Партизан              | 1 : 1 | Орјен                     |
| --------------------- | ----- | ------------------------- |
| Богдан Богдановић 69’ |       | Мирза Бехаровић 88’ (аг.) |

| Ловћен | 9 : 0 | Цетиње |
| --- | ----- | ------ |
| Стефан Божовић 2’ · Марко Драганић 5’ · Петар Зубер 6’ · Ристо Вујовић 31’ · Стефан Божовић 49’ · Ристо Вујовић 55’ · Петар Зубер 67’ · Петар Зубер 69’ · Марко Вукотић 71’ |       |        |

## Табела и статистика
| Позиција | Екипа           | Играно | Побједа | Неријешено | Изгубио | Дао гол. | При. гол. | Гол-разлика | Бодови | Напомене            |
| -------- | --------------- | ------ | ------- | ---------- | ------- | -------- | --------- | ----------- | ------ | ------------------- |
| 1.       | Ловћен          | 21     | 19      | 2          | 0       | 104      | 6         | +98         | 59     | Бараж за Другу лигу |
| 2.       | Будва           | 21     | 14      | 2          | 5       | 59       | 23        | +36         | 43     | (-1)                |
| 3.       | Академија       | 21     | 13      | 1          | 7       | 45       | 23        | +22         | 40     |                     |
| 4.       | Партизан        | 21     | 12      | 1          | 8       | 57       | 34        | +23         | 37     |                     |
| 5.       | Орјен           | 21     | 8       | 2          | 11      | 32       | 53        | -21         | 26     |                     |
| 6.       | Слога Стари Бар | 21     | 8       | 1          | 12      | 52       | 68        | -16         | 25     |                     |
| 7.       | Слога Радовићи  | 21     | 4       | 1          | 16      | 24       | 70        | -46         | 13     |                     |
| 8.       | Цетиње          | 21     | 1       | 0          | 20      | 9        | 105       | -96         | 3      |                     |

- Ловћен иде у бараж за пласман у Другу лигу;
- Будва - 1 бод

| Првак Треће лиге Црне Горе — Југ |
| -------------------------------- |
| Ловћен 1. Титула                 |

### Позиције на табели по колима
|    | Екипа           | 1 | 2 | 3 | 4 | 5 | 6 | 7 | 8 | 9 | 10 | 11 | 12 | 13 | 14 | 15 | 16 | 17 | 18 | 19 | 20 | 21 |
| -- | --------------- | - | - | - | - | - | - | - | - | - | -- | -- | -- | -- | -- | -- | -- | -- | -- | -- | -- | -- |
| 1. | Академија       | 3 | 4 | 4 | 6 | 5 | 4 | 4 | 4 | 3 | 4  | 3  | 3  | 3  | 3  | 3  | 4  | 3  | 3  | 3  | 3  | 3  |
| 2. | Будва           | 4 | 3 | 2 | 2 | 2 | 2 | 2 | 2 | 2 | 2  | 2  | 2  | 2  | 2  | 2  | 2  | 2  | 2  | 2  | 2  | 2  |
| 3. | Ловћен          | 1 | 1 | 1 | 1 | 1 | 1 | 1 | 1 | 1 | 1  | 1  | 1  | 1  | 1  | 1  | 1  | 1  | 1  | 1  | 1  | 1  |
| 4. | Орјен           | 2 | 2 | 3 | 3 | 4 | 5 | 5 | 5 | 5 | 6  | 6  | 6  | 5  | 5  | 5  | 5  | 6  | 6  | 6  | 5  | 5  |
| 5. | Партизан        | 5 | 6 | 5 | 4 | 3 | 3 | 3 | 3 | 4 | 3  | 4  | 4  | 4  | 4  | 4  | 3  | 4  | 4  | 4  | 4  | 4  |
| 6. | Слога Радовићи  | 8 | 8 | 8 | 8 | 8 | 8 | 8 | 8 | 7 | 7  | 7  | 7  | 7  | 7  | 7  | 7  | 7  | 7  | 7  | 7  | 7  |
| 7. | Слога Стари Бар | 6 | 6 | 6 | 5 | 6 | 6 | 6 | 6 | 6 | 5  | 5  | 5  | 6  | 6  | 6  | 6  | 5  | 5  | 5  | 6  | 6  |
| 8. | Цетиње          | 7 | 7 | 7 | 7 | 7 | 7 | 7 | 7 | 8 | 8  | 8  | 8  | 8  | 8  | 8  | 8  | 8  | 8  | 8  | 8  | 8  |

### Домаћин — гост табела
| М  | Клуб            | Одиг. као домаћин | Поб. | Нер. | Пор. | ГД | ГП | ГР  | Бод. | Одиг. као гост | Поб. | Нер. | Пор. | ГД | ГП | ГР  | Бод. |
| -- | --------------- | ----------------- | ---- | ---- | ---- | -- | -- | --- | ---- | -------------- | ---- | ---- | ---- | -- | -- | --- | ---- |
| 1. | Ловћен          | 11                | 10   | 1    | 0    | 62 | 3  | +59 | 31   | 10             | 9    | 1    | 0    | 42 | 3  | +39 | 28   |
| 2. | Будва (-1)      | 11                | 8    | 1    | 2    | 39 | 9  | +30 | 25   | 10             | 6    | 1    | 3    | 20 | 14 | +6  | 19   |
| 3. | Академија       | 11                | 8    | 0    | 3    | 27 | 10 | +17 | 24   | 10             | 5    | 1    | 4    | 18 | 13 | +5  | 16   |
| 4. | Партизан        | 11                | 6    | 1    | 4    | 31 | 13 | +18 | 19   | 10             | 6    | 0    | 4    | 26 | 21 | +5  | 18   |
| 5. | Орјен           | 10                | 4    | 0    | 6    | 17 | 26 | -9  | 12   | 11             | 4    | 2    | 5    | 15 | 27 | -12 | 14   |
| 6. | Слога Стари Бар | 10                | 4    | 1    | 5    | 26 | 30 | -4  | 13   | 11             | 4    | 0    | 7    | 26 | 38 | -12 | 12   |
| 7. | Слога Радовићи  | 10                | 1    | 1    | 8    | 8  | 29 | -21 | 4    | 11             | 3    | 0    | 8    | 16 | 41 | -25 | 9    |
| 8. | Цетиње          | 10                | 0    | 0    | 10   | 4  | 48 | -44 | 0    | 11             | 1    | 0    | 10   | 5  | 57 | -52 | 3    |

## Листа стријелаца
| Позиција | Држава    | Играч                 | Екипа                    | Број голова | Голови из пенала |
| -------- | --------- | --------------------- | ------------------------ | ----------- | ---------------- |
| 1.       | Црна Гора | Вук Милачић           | Ловћен                   | 27          | 0                |
| 2.       | Црна Гора | Стефан Морачанин      | Будва                    | 18          | 2                |
| 3.       | Црна Гора | Богдан Богдановић     | Партизан                 | 15          | 0                |
| 4.       | Црна Гора | Јован Драгичевић      | Слога Радовићи           | 13          | 1                |
| 4.       | Црна Гора | Војислав Јовановић    | Партизан Слога Стари Бар | 13          | 1                |
| 5.       | Црна Гора | Габријел Рудовић      | Академија                | 12          | 2                |
| 7.       | Црна Гора | Владан Калуђеровић    | Ловћен                   | 10          | 0                |
| 7.       | Црна Гора | Вахид Алибешић        | Слога Стари Бар          | 10          | 0                |
| 9.       | Црна Гора | Никола Драганић       | Ловћен                   | 8           | 0                |
| 9.       | Црна Гора | Мехид Куртовић        | Академија                | 8           | 0                |
| 11.      | Црна Гора | Стефан Божовић        | Цетиње Ловћен            | 7           | 0                |
| 11.      | Црна Гора | Никола Мудреша        | Ловћен                   | 7           | 1                |
| 13.      | Црна Гора | Филип Вујовић         | Ловћен                   | 6           | 0                |
| 13.      | Црна Гора | Ристо Вујовић         | Будва Ловћен             | 6           | 0                |
| 13.      | Црна Гора | Адмир Демировић       | Слога Стари Бар          | 6           | 0                |
| 13.      | Црна Гора | Аднан Ивачковић       | Слога Стари Бар          | 6           | 0                |
| 13.      | Црна Гора | Марко Драганић        | Ловћен                   | 6           | 0                |
| 13.      | Црна Гора | Младен Ђукић          | Партизан                 | 6           | 0                |
| 19.      | Црна Гора | Марко Ћосић           | Будва                    | 5.          | 0                |
| 19.      | Црна Гора | Борис Мердовић        | Партизан                 | 5.          | 1                |
| 19.      | Црна Гора | Драган Ковачевић      | Орјен                    | 5.          | 0                |
| 19.      | Црна Гора | Алмин Балић           | Партизан                 | 5.          | 0                |
| 19.      | Црна Гора | Ибрахим Воглић        | Академија                | 5.          | 0                |
| 24.      | Црна Гора | Милош Пејаковић       | Ловћен                   | 0           | 0                |
| 24.      | Црна Гора | Стефан Кулиновић      | Орјен                    | 0           | 0                |
| 24.      | Црна Гора | Сенад Каплановић      | Слога Стари Бар          | 0           | 0                |
| 24.      | Црна Гора | Ненад Вуксановић      | Орјен                    | 0           | 0                |
| 24.      | Црна Гора | Нино Вукмарковић      | Партизан                 | 0           | 0                |
| 24.      | Црна Гора | Вуко Вицковић         | Будва                    | 0           | 1                |
| 24.      | Црна Гора | Иван Рацковић         | Будва                    | 0           | 0                |
| 24.      | Црна Гора | Ћамил Чаушић          | Академија                | 0           | 0                |
| 24.      | Црна Гора | Петар Зубер           | Ловћен                   | 0           | 0                |
| 33.      | Црна Гора | Иван Луколић          | Слога Стари Бар          | 3           | 1                |
| 33.      | Црна Гора | Кристијан Лаловић     | Цетиње                   | 3           | 1                |
| 33.      | Црна Гора | Мило Новаковић        | Слога Стари Бар          | 3           | 1                |
| 33.      | Црна Гора | Мило Ћетковић         | Будва                    | 3           | 0                |
| 33.      | Црна Гора | Малић Муцевић         | Партизан                 | 3           | 0                |
| 33.      | Црна Гора | Стефан Перовић        | Орјен                    | 3           | 0                |
| 33.      | Црна Гора | Василије Ђедовић      | Орјен                    | 3           | 0                |
| 33.      | Црна Гора | Милош Радуновић       | Ловћен                   | 3           | 1                |
| 33.      | Црна Гора | Иван Васовић          | Будва                    | 3           | 0                |
| 33.      | Јапан     | Тацуто Сенсуи         | Будва                    | 3           | 0                |
| 33.      | Црна Гора | Никола Перовић        | Ловћен                   | 3           | 0                |
| 33.      | Црна Гора | Дени Пиранић          | Ловћен                   | 3           | 0                |
| 45.      | Црна Гора | Чедомир Вујачић       | Партизан                 | 2           | 0                |
| 45.      | Црна Гора | Видо Петричевић       | Ловћен                   | 2           | 0                |
| 45.      | Црна Гора | Данило Драгићевић     | Будва                    | 2           | 0                |
| 45.      | Црна Гора | Ерхан Хамза           | Партизан                 | 2           | 0                |
| 45.      | Црна Гора | Александар Богдановић | Будва                    | 2           | 0                |
| 45.      | Црна Гора | Белмин Меховић        | Партизан                 | 2           | 0                |
| 51.      | Црна Гора | Стеван Вујовић        | Ловћен                   | 1           | 0                |
| 51.      | Црна Гора | Милош Банићевић       | Ловћен                   | 1           | 0                |
| 51.      | Црна Гора | Мирко Марковић        | Ловћен                   | 1           | 0                |
| 51.      | Црна Гора | Аднан Хоџа            | Академија                | 1           | 1                |
| 51.      | Црна Гора | Марко Адамовић        | Будва                    | 1           | 0                |
| 51.      | Црна Гора | Иван Пејаковић        | Ловћен                   | 1           | 0                |
| 51.      | Црна Гора | Матија Шћепановић     | Будва                    | 1           | 0                |
| 51.      | Црна Гора | Андреј Бубања         | Будва                    | 1           | 0                |
| 51.      | Црна Гора | Милош Горановић       | Орјен                    | 1           | 1                |
| 51.      | Црна Гора | Рајко Ђиловић         | Орјен                    | 1           | 0                |
| 51.      | Црна Гора | Марко Марковић        | Ловћен                   | 1           | 0                |
| 51.      | Црна Гора | Петар Перовић         | Ловћен                   | 1           | 0                |
| 51.      | Црна Гора | Филип Давидовић       | Слога Стари Бар          | 1           | 0                |
| 51.      | Црна Гора | Богдан Клаћ           | Будва                    | 1           | 0                |
| 51.      | Црна Гора | Вукас Драговић        | Будва                    | 1           | 0                |
| 51.      | Црна Гора | Милош Лабовић         | Слога Радовићи           | 1           | 0                |
| 51.      | Црна Гора | Алмир Беганај         | Академија                | 1           | 0                |
| 51.      | Црна Гора | Нермин Сумовик        | Академија                | 1           | 0                |
| 51.      | Црна Гора | Гентијан Дашарами     | Академија                | 1           | 0                |
| 51.      | Црна Гора | Ервин Абдијевић       | Партизан                 | 1           | 0                |
| 51.      | Црна Гора | Никола Горановић      | Орјен                    | 1           | 0                |
| 51.      | Црна Гора | Суад Емини            | Цетиње                   | 1           | 0                |
| 51.      | Црна Гора | Крсто Мачић           | Слога Радовићи           | 1           | 0                |
| 51.      | Црна Гора | Никола Ђапић          | Слога Радовићи           | 1           | 1                |
| 51.      | Црна Гора | Марко Зец             | Слога Радовићи           | 1           | 0                |
| 51.      | Црна Гора | Дамјан Фуштић         | Партизан                 | 1           | 0                |
| 51.      | Црна Гора | Никола Гугић          | ОрјенОрјен\|Орјен        | 1           | 1                |
| 51.      | Црна Гора | Ајдин Перазић         | Слога Стари Бар          | 1           | 0                |
| 51.      | Црна Гора | Петар Прибиловић      | Будва                    | 1           | 0                |
| 51.      | Црна Гора | Војин Драговић        | Будва                    | 1           | 0                |
| 51.      | Црна Гора | Александар Гостимовић | Цетиње                   | 1           | 0                |
| 51.      | Црна Гора | Ненад Вујовић         | Ловћен                   | 1           | 0                |
| 51.      | Црна Гора | Зоран Ракић           | Слога Стари Бар          | 1           | 1                |
| 51.      | Црна Гора | Рајко Никезић         | Партизан                 | 1           | 0                |
| 51.      | Црна Гора | Богдан Жујовић        | Слога Радовићи           | 1           | 1                |
| 51.      | Црна Гора | Горан Ђапић           | Слога Радовићи           | 1           | 0                |
| 51.      | Црна Гора | Никола Поповић        | Орјен                    | 1           | 0                |
| 51.      | Црна Гора | Борко Томашевић       | Слога Стари Бар          | 1           | 0                |
| 51.      | Црна Гора | Дино Алибашић         | Слога Стари Бар          | 1           | 0                |
| 51.      | Црна Гора | Бајрам Краснићи       | Слога Радовићи           | 1           | 0                |
| 51.      | Црна Гора | Алдин Ивачковић       | Слога Стари Бар          | 1           | 0                |
| 51.      | Црна Гора | Рифат Малокраја       | Академија                | 1           | 0                |
| 51.      | Црна Гора | Урош Вујичић          | Орјен                    | 1           | 0                |
| 51.      | Црна Гора | Гентијан Рудовић      | Академија                | 1           | 0                |
| 51.      | Црна Гора | Сеад Ђенчић           | Академија                | 1           | 0                |
| 51.      | Црна Гора | Марко Вукотић         | Ловћен                   | 1           | 0                |